# Aloe trichosantha
Aloe trichosantha är en grästrädsväxtart som beskrevs av Alwin Berger. Aloe trichosantha ingår i släktet Aloe och familjen grästrädsväxter.

## Underarter
Arten delas in i följande underarter:
- A. t. longiflora
- A. t. trichosantha